# Monts Okuchichibu
Les monts Okuchichibu (奥秩父山塊, Okuchichibu sankai) ou région montagneuse d'Okuchichibu (奥秩父山地, Okuchichibu sanchi), est un district montagneux des régions de Kantō et Koshinetsu au Japon. Le secteur recouvre la partie ouest de Tokyo, la partie occidentale de la préfecture de Saitama, la partie occidentale de la préfecture de Gunma, le sud-est de la préfecture de Nagano et la partie nord de la préfecture de Yamanashi.
Oku (奥, oku, 奥地, okuchi) signifie « intérieur » ; okuchichibu signifie « l'intérieur de Chichibu » (秩父, chichibu). Cette signification est basée du point de vue de Kantō.
La région est faite de montagnes solitaires ou en chaîne, culminant entre 1 000 et 2 600 m d'altitude. Le mont Kita Okusenjō (北奥千丈岳, Kita Okusenjō-dake) est le plus haut sommet, avec 2 601 m d'altitude. La majeure partie des montagnes se trouve dans le parc national de Chichibu Tamakai (秩父多摩甲斐国立公園, Chichibu Tamakai Kokuritsu kōen).

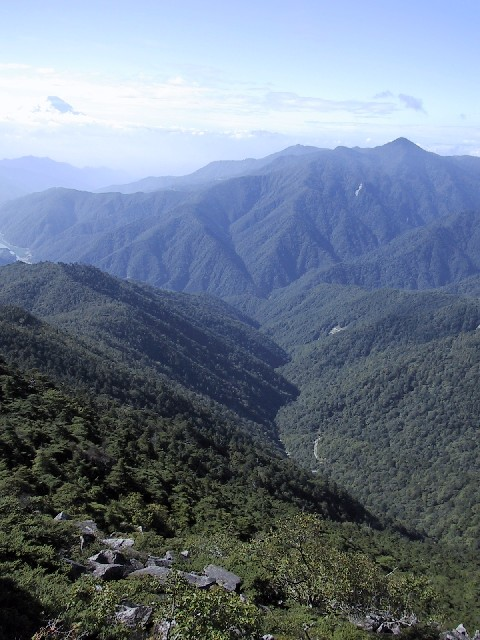
Vue des monts Okuchichibu

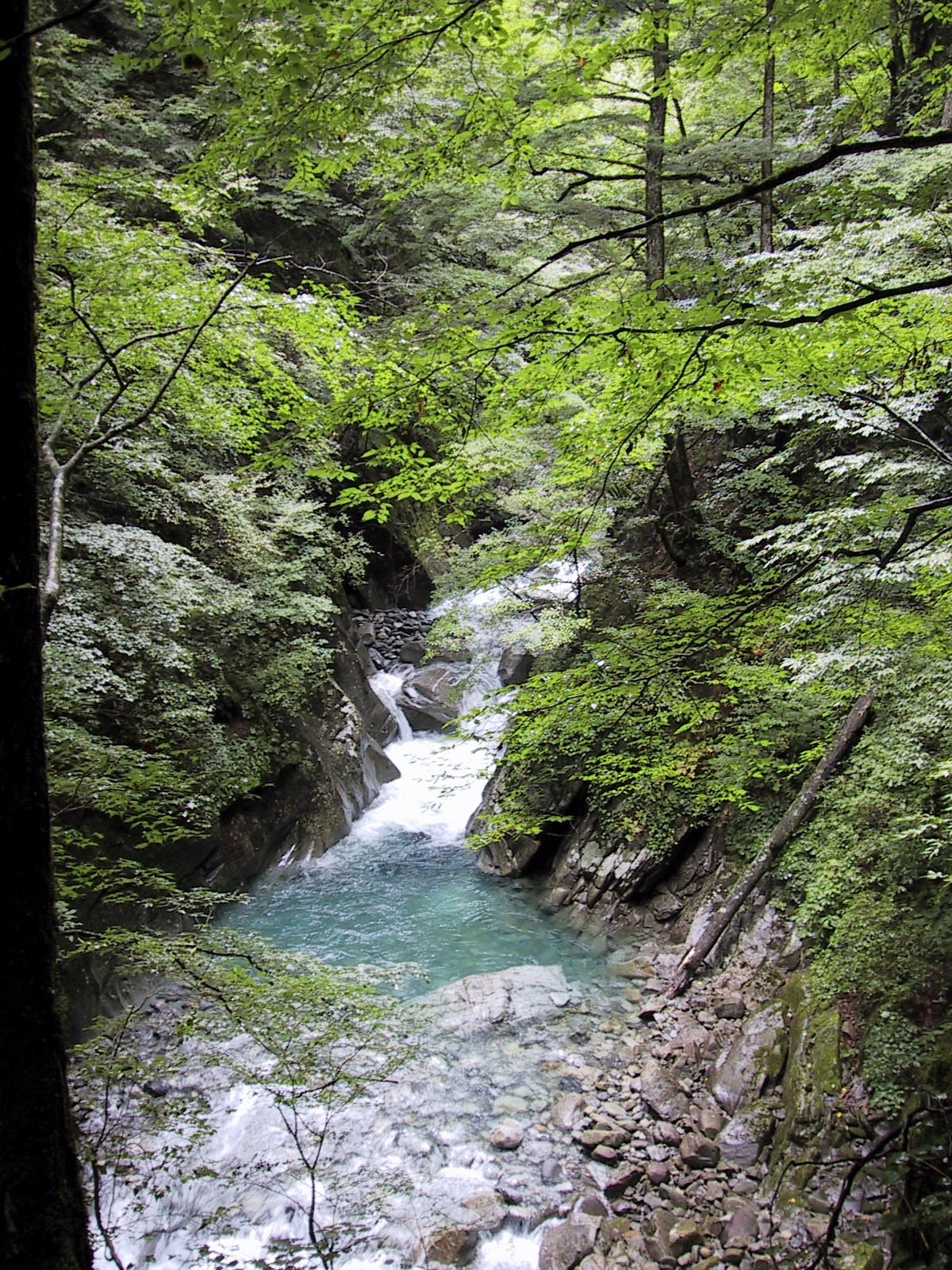
Vallée de Higashizawa.

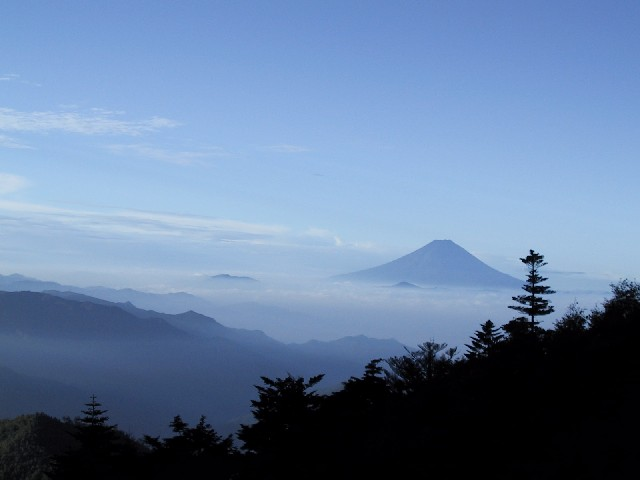
Le mont Fuji, vu d'Okuchichibu.

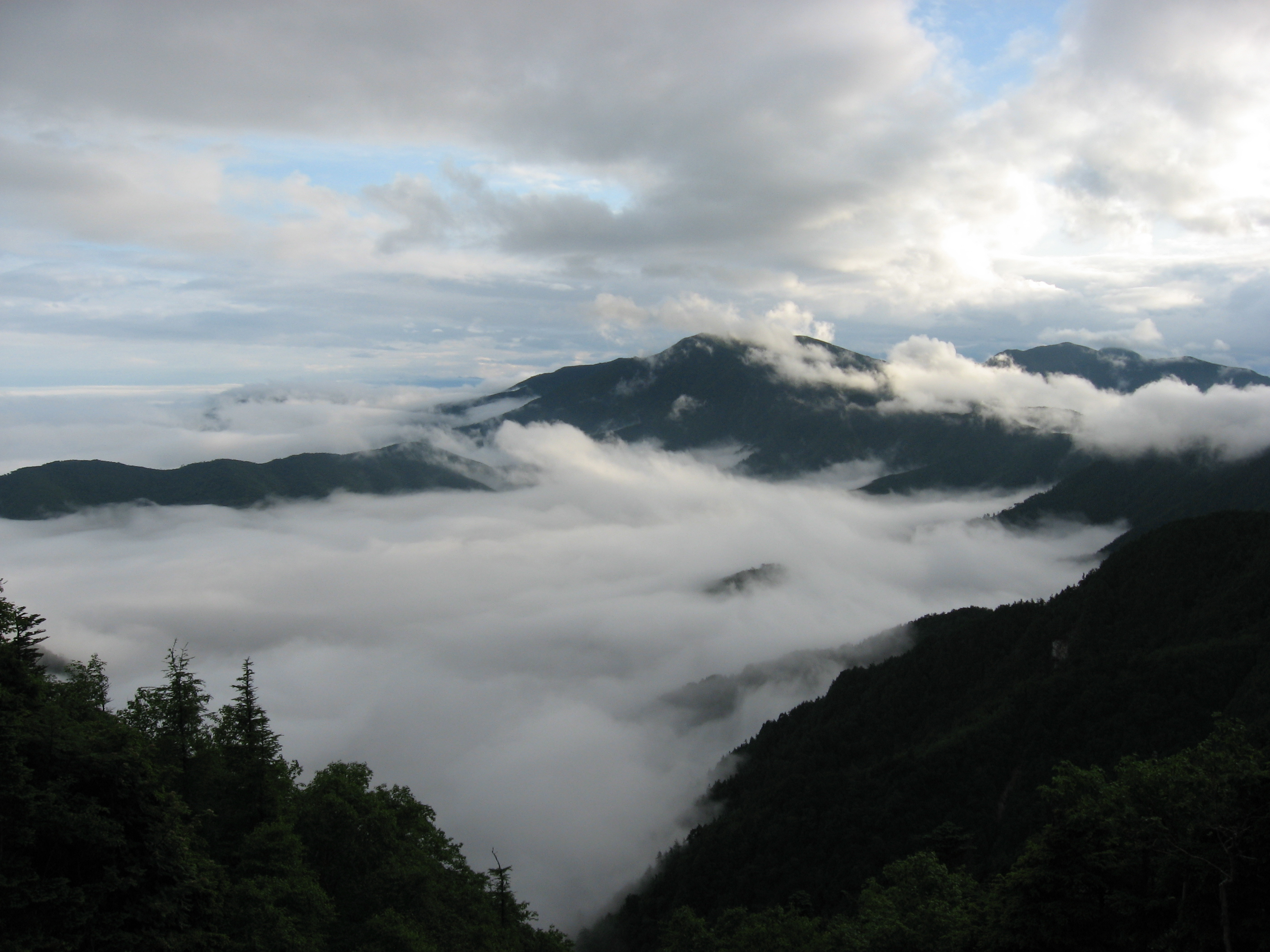
Mer de nuages.

## Géographie

### Principaux sommets
- Mont Kumotori (ja:雲取山, Kumotori-yama?) (2 017 m)
- Mont Hiryu (ja:飛竜山, Hiryū-san?) (2 077 m)
- Mont Karamatsuo (ja:唐松尾山, Karamatsuo-yama?) (2 109 m)
- Mont Kasatori (ja:笠取山, Kasatori-yama?) (1 953 m)
- Mont Suisho (ja:水晶山, Suisho-yama?) (2 158 m)
- Mont Tokusa (ja:木賊山, Tokusa-yama?) (2 468 m)
- Mont Kobushi (ja:甲武信ヶ岳, Kobushi-ga-take?) (2 475 m)
- Mont Sanpō (ja:三宝山, Sanpō-zan?) (2 483 m)
- Mont Kokushi (ja:国師岳, Kokushi-dake?) (2 591 m)
- Mont Kita Okusenjō (ja:北奥千丈岳, Kita Okusenjō-dake?) (2 601 m)
- Mont Asahi (ja:朝日岳, Asahi-dake?) (2 579 m)
- Mont Kinpu (ja:金峰山, Kinpu-san?) (2 599 m)
- Mont Mizugaki (2 230 m)
- Mont Ogawa (ja:小川山, Ogawa-yama?) (2 418 m)
- Mont Yokō (ja:横尾山, Yokō-yama?) (1 818 m)
- Mont Meshimori (:ja:飯盛山, Meshimori-yama?) (1 643 m)
- Mont Azumaya (:ja:四阿屋山, Azumaya-san?) (772 m)
- Mont Ryōkami (ja:両神山, Ryōkami-san?) (1 723 m)
- Mont Nanten (ja:南天山, Nanten-yama?) (1 483 m)
- Mont Chichibu-ontake (ja:秩父御岳山, Chichibu Ontake-san?) (1081 m)
- Mont Mitsumine (ja:三峰山, Mitsumine-san?)
  - (Mont Myōhō 1 332 m ; mont Shiraiwa 1 921 m ; mont Kumotori 2 017 m)
- Mont Hakutai (ja:白泰山, Hakutai-san?) (1 794 m)
- Mont Myōhō (ja:妙法が岳, Myōhō-ga-take?) (1 332 m)
- Mont Kirimo (ja:霧藻ヶ峰, Kirimogamine?) (1 523 m)
- Mont Shiraiwa (ja:白岩山, Shiraiwa-yama?) (1 921 m)
- Mont Kumakura (:ja:熊倉山, Kumakura-san?) (1 427 m)
- Mont Wanakura (ja:和名倉山, Wanakura-yama?) (2 036 m)
- Mont Gorō (ja:五郎山, Gorō-san?) (2 132 m)
- Mont Kurogane (:ja:黒金山, Kurogane-yama?) (2 232 m)
- Mont Kentoku (ja:乾徳山, Kentoku-san?) (2 031 m)
- Mont Kurakake (ja:倉掛山, Kurakake-yama?) (1 777 m)
- Plateau de Mikubo (ja:三窪高原, Mikubo kōgen?) (1 650 m)

### Principaux cols
- Col de Karisaka (ja:雁坂峠, Karisaka tōge?) (2 082 m)
- Col de Mikuni (:ja:三国峠, Mikuni tōge?) (1 740 m)
- Col de Jūmonji (ja:十文字峠, Jūmonji tōge?) (2 000 m)

### Principales vallées
- Vallée de Nakatsu (ja:中津峡, Nakatsu-kyō?)
- Gorge de Nishizawa (ja:西沢渓谷, Nishizawa keikoku?)
- Gorge de Higashizawa (ja:東沢渓谷, Higashizawa keikoku?)